# Vårörtblomfluga
Vårörtblomfluga (Cheilosia urbana) är en tvåvingeart som först beskrevs av Johann Wilhelm Meigen 1822.  Vårörtblomfluga ingår i släktet örtblomflugor, och familjen blomflugor. Arten är reproducerande i Sverige.